# E集团军群
E集團軍（德語：Heeresgruppe E）是第二次世界大戰中，納粹德國德國國防軍下的一個集團軍。
E集團軍於1943年1月1日從第12軍團組建。該集團軍主要部署於東地中海地區，包括阿爾巴尼亞、希臘、塞爾維亞軍事指揮官領地和克羅埃西亞獨立國。

## 歷史

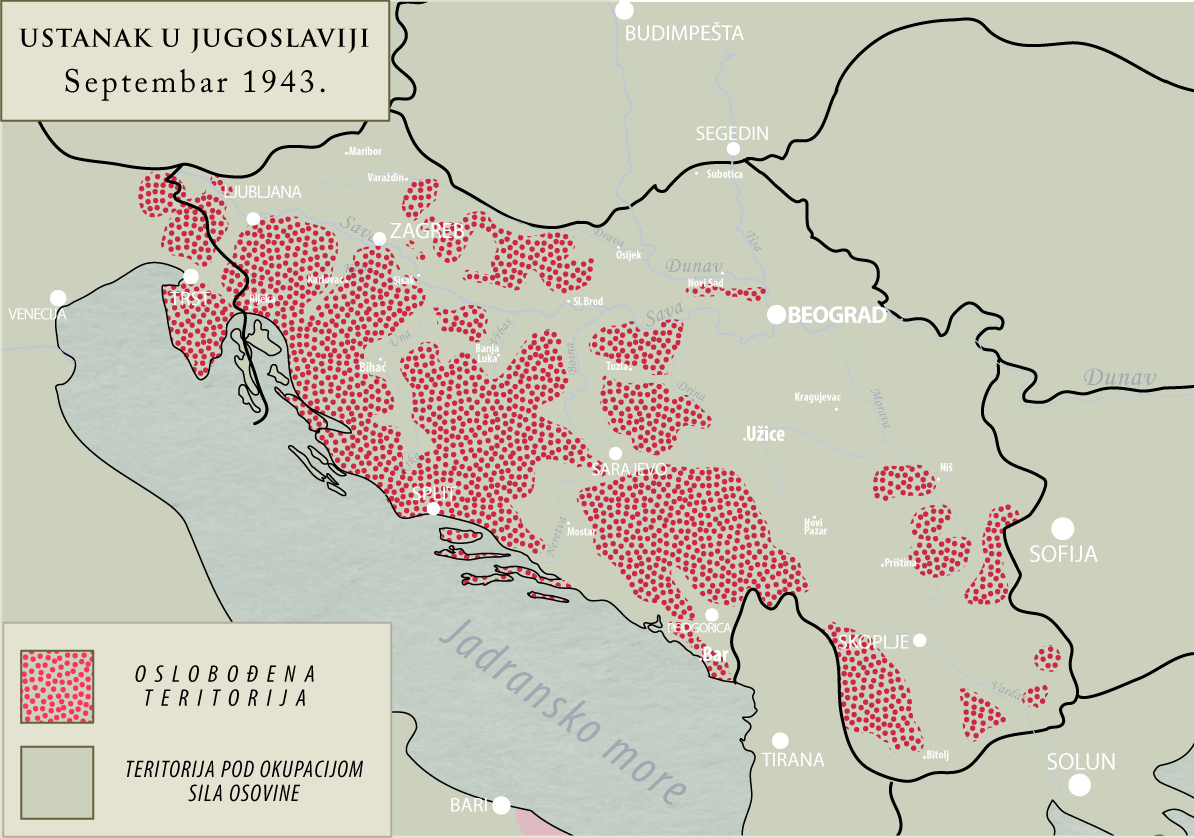
1943年南斯拉夫的游击据点

該集團軍於希臘與南斯拉夫參與了「反游擊行動」，並在行動的過程中犯下多起暴行，包括發生在希臘的卡拉夫里塔及迪斯托莫的大屠殺。此外，在1943年9月的軸心方案（解除義大利軍隊的武裝）中，德軍在凱法利尼亞島大屠殺中殺害了超過5000名義軍戰俘。同一時間，集團軍成功擊退了英軍的攻勢，後者嘗試搶佔義大利佔領的佐澤卡尼索斯群島。1944年9月，集團軍也參與了霍爾蒂亞蒂斯大屠殺。

### 從希臘撤退
1944年夏天，隨著德軍逐漸在羅馬尼亞戰役中呈現敗勢，E集團軍開始從希臘各島嶼及本土開始撤退，從巴爾幹半島南部的撤軍極為成功。在1944年的尾聲，集團軍成功的擊退了蘇聯及保加利亞的軍隊，以及南斯拉夫人民解放軍。在波士尼亞的邊界上，集團軍建立起穩固的防禦陣地。1944年的秋天，作為貝爾格勒攻勢的一部份，蘇聯烏克蘭第二方面軍與烏克蘭第三方面軍會同南斯拉夫人民解放軍佔領了塞爾維亞中部。隨後蘇軍奪取了匈牙利戰場，迫使E集團軍與第二裝甲軍團越過地形極其多山的南塞爾維亞、北蒙特內哥羅以及波士尼亞東南部以靠近克羅埃西亞。移動時始終暴露在南斯拉夫人民解放軍的火力之下，有時也會加上來自盟軍弗洛伊德部隊（提供南斯拉夫人民解放軍協助）的攻擊。
E集團軍也是由馬克西米利安·馮·魏克斯所率領的F集團軍的一部分，而F集團軍於1945年3月25日被解散。1945年的春天，部分部隊被送往匈牙利，而有的部隊則被送往奧地利或德國南部。在1945年的撤退同時，要塞裡的部隊被併入第91軍之中。

### 在克羅埃西亞的最後戰鬥
勒爾大將嘗試穩住克羅埃西亞獨立國以對抗南斯拉夫人民解放軍。1945年4月12日，人民解放軍的主要攻勢展開，將德軍逼至斯洛維尼亞與奧地利的邊境區域。一部分的部隊逃脫，最後向佔領奧地利史泰爾馬克邦及卡林西亞邦的英軍投降。亞歷山大·勒爾同英軍總司令達成部分協議以接收德軍。

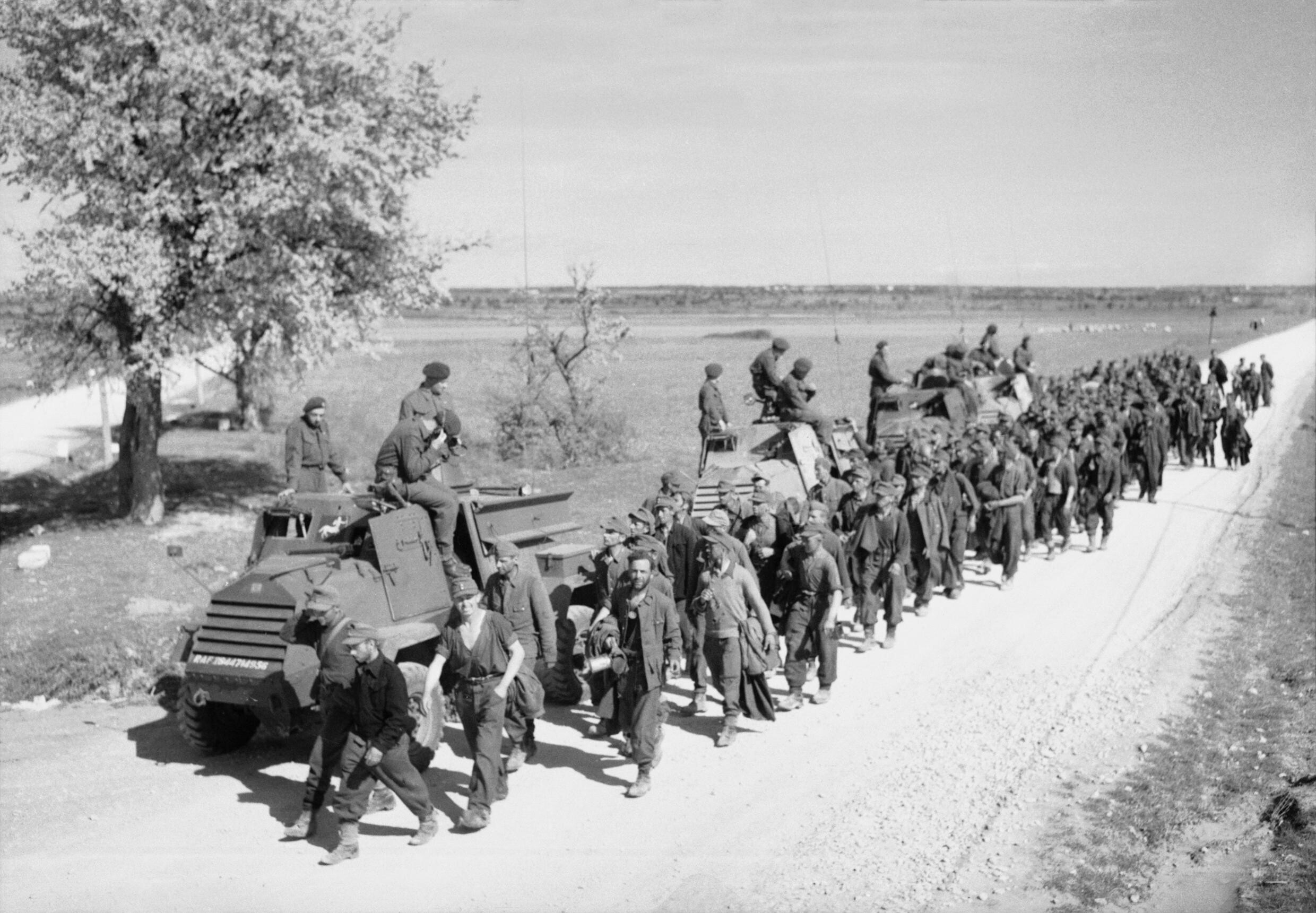
克罗地亚比哈奇，英国陆军和被俘的E集团军群士兵

1945年5月8日，即德國投降的那一天，E集團軍的15萬人仍在南斯拉夫境内，最後的德軍後衛距離克恩頓州只有72小時的路程。南斯拉夫境内的轴心国军队其中包含七個德國師，隸屬於親衛隊第15哥薩克騎兵軍的兩個師和九個克羅埃西亞師。同时有22萬名克羅埃西亞軍與E集團軍一同逃入奧地利，並在投降後被英國引渡給狄托的游擊軍。其中數千人隨後在布萊堡屠殺中被殺害。勒爾大将在弗爾克馬克特附近的格里芬與英國人談判，希望將仍在南斯拉夫領土上的部分集團軍移交克恩頓州的英國監管，向英国投降，但英國人拒絕了這一提議。勒爾隨後下令部队向南斯拉夫投降。他本人被英國人引渡到南斯拉夫，因此不得不於5月15日與他最親近的幕僚一起前往南斯拉夫的馬里博爾。
在1947年2月5日至16日的審判中，南斯拉夫聯邦人民共和國軍事法庭因1941年他在未宣戰的情況下，下令轟炸貝爾格萊德而判處他死刑，勒爾沒有提出寬大處理請求。判決於1947年2月26日執行。同行的被告將軍、E集团军群指挥部的奧古斯特·施米德胡貝爾、約翰·福特納、弗里德里希-威廉·穆勒、弗里茨·奈德霍爾特、約瑟夫·庫伯勒、阿達爾伯特·隆查爾和岡特·特里布基特均被判處死刑并被處決。
E集團軍中，曾在塞薩洛尼基軍事行政區服役的寇特·華德翰，後來成為奧地利總統及聯合國秘書長。

## 指揮官
| 任次 |               | 指揮官                           | 就职           | 离职         | 任职时间 |
| ---- | ------------- | -------------------------------- | -------------- | ------------ | -------- |
| 1    | 亞歷山大·勒爾 | 大將 亞歷山大·勒爾 （1885–1947） | 1942年12月31日 | 1945年5月8日 | 2年4个月 |

## 戰鬥序列
主要作戰部隊如下：
- 第11空軍野戰師（英语：11th Luftwaffe Field Division）（阿提卡衛戍區）——威廉·科勒 中將
- 羅德島突擊師（1944年與布蘭登堡裝甲擲彈兵師合併）
- 第68軍（英语：LXVIII Army Corps (Wehrmacht)）（希臘東部與伯羅奔尼撒）
  - 第117獵兵師（英语：117th Jäger Division (Wehrmacht)）——卡爾·馮·勒蘇爾（英语：Karl von Le Suire） 山地兵上將
  - 第1裝甲師（1943年6月至10月）——沃爾特·克呂格爾 少將
- 第22山地軍（英语：XXII Mountain Corps (Wehrmacht)）（希臘西部）——休伯特·蘭茲（英语：Hubert Lanz） 山地兵上將
  - 第104獵兵師（英语：104th Jäger Division (Wehrmacht)）——哈特維希·馮·路德維格（英语：Hartwig von Ludwiger） 步兵上將
  - 第1山地師——沃爾特·施特納（英语：Walter Stettner Ritter von Grabenhofen） 中將
- 第41要塞師
- 克里特島要塞（英语：Fortress Crete）
  - 第22空降師——弗里德里希-威廉·穆勒 步兵上將

## 延伸閱讀
- Hogg, Ian V., German Order of Battle 1944: The regiments, formations and units of the German ground forces, Arms and Armour Press, London, 1975
- Tessin, Georg.  [Ground forces: Named units and formations / Air forces (Flying units and formations) / Anti–aircraft service in the Reich 1943–1945]. Verbände und Truppen der deutschen Wehrmacht und Waffen–SS im Zweiten Weltkrieg 1939–1945 14 (Osnabrück: Biblio). 1980. ISBN 3-7648-1111-0 （德语）.
- Thomas, Nigel, (Author), Andrew, Stephen, (Illustrator), The German Army 1939-45 (2) : North Africa & Balkans (Men-At-Arms Series, 316), Osprey Publishing, 1998 ISBN 978-1-85532-640-8